# Азербайджанский театр юного зрителя имени М. Горького
Азербайджанский театр юного зрителя  (азерб. Azərbaycan Dövlət Gənc Tamaşaçılar Teatrı) — театр в городе Баку.

## История театра
Театр был основан в 1928 году, русская труппа театра тогда дала первые представления. В 1930 году в состав театра вошла также и азербайджанская труппа, созданная на основе пионерского драматического кружка при Бакинском клубе моряков.

### Становление и репертуар
Первые годы театр ставил пьесы русских писателей, имевшиеся и в репертуаре ТЮЗов других городов СССР. Пьесы эти переводились на азербайджанский язык. В 1930-е годы в репертуаре появляются спектакли по пьесам азербайджанских драматургов: «На улицах» Джафарова и Мелик-Еганова (1932), «Нергиз» (1936), «Аяз» (1937), «Qızıl quş» («Сокол») Сеидзаде (1938), «Партизан Мамед» Искандерова и Рахмана (1939).
В 1936 году театру было присвоено имя Максима Горького.
Театр также ставит классическую драматургию российских и зарубежных авторов, пьесы советских писателей и драматургов: «Ревизор» Н. В. Гоголя (1937), «Слуга двух господ» К.Гольдони (1946), «Как закалялась сталь» А. Н. Островского (1947).
Репертуар русской труппы театра на 1958—1959 годы:
- Г. Наджафов «Трудное счастье»
- М. Львовский «Кристаллы ПС»
- С. Михалков «Сомбреро»
- В. Киршон «Чудесный сплав»
- К. Паустовский «Стальное колечко»
- В. Губарев «Павлик Морозов»
- Ю. Азимзаде «Анаджан»
- А. Островский «Бедность не порок»
- М.Твен «Приключения Гекльберри Финна»
- В. Коростылев и М. Львовский «Димка-невидимка»
- И. Маляревский «Кот в сапогах»
- Д. Фонвизин «Недоросль»
- С. Маршак «Кошкин дом»
- В. Коростылев «О чём рассказали волшебники»
- М. Светлов «20 лет спустя»

### Труппа театра
- Рафик Гаджибаба-оглы Алиев — актёр, режиссёр.
- Эльхан Гурбанов (1952—2011)
- Сулейман Аскеров — Народный артист Азербайджанской ССР (1982).
- Современные актёры театра — Шовги Гусейнов

## Сегодняшний день театра
24.12.2013 г. открылась Малая сцена театра. Вместимость — 45 зрителей. 

В 2013 году в театре были поставлены спектакли по произведениям Дильсуза, Алексея Толстого, Астрид Линдгрен, К. Агабалаева. Также на сцене были сыграны:
- «Чернушка», Абдулла Шаиг
- «Счастье по-итальянски», Эдуардо де Филиппо
- «Кто украл Снегурочку», Н. Кязимов
- «Шангюлюм, мянгюлюм», Микаил Мушфиг
- «Без слов», Сэмюэль Беккет

В 2014 году театр учредил премию для поощрения и оценки деятельности творческого состава театра в различных номинациях.

## Галерея

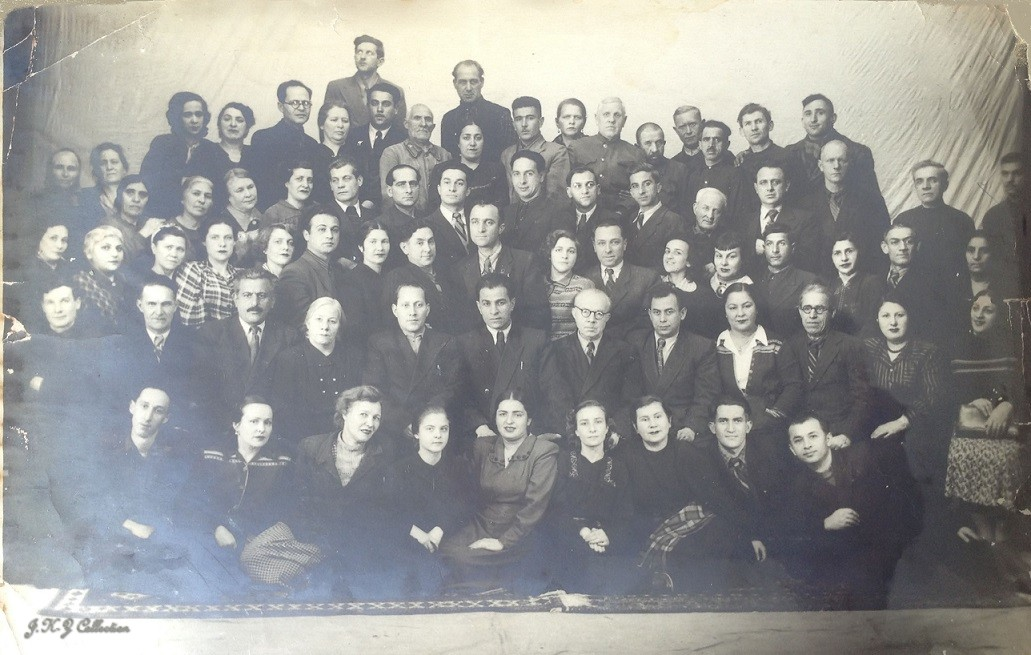
Коллектив театра 1954-й год
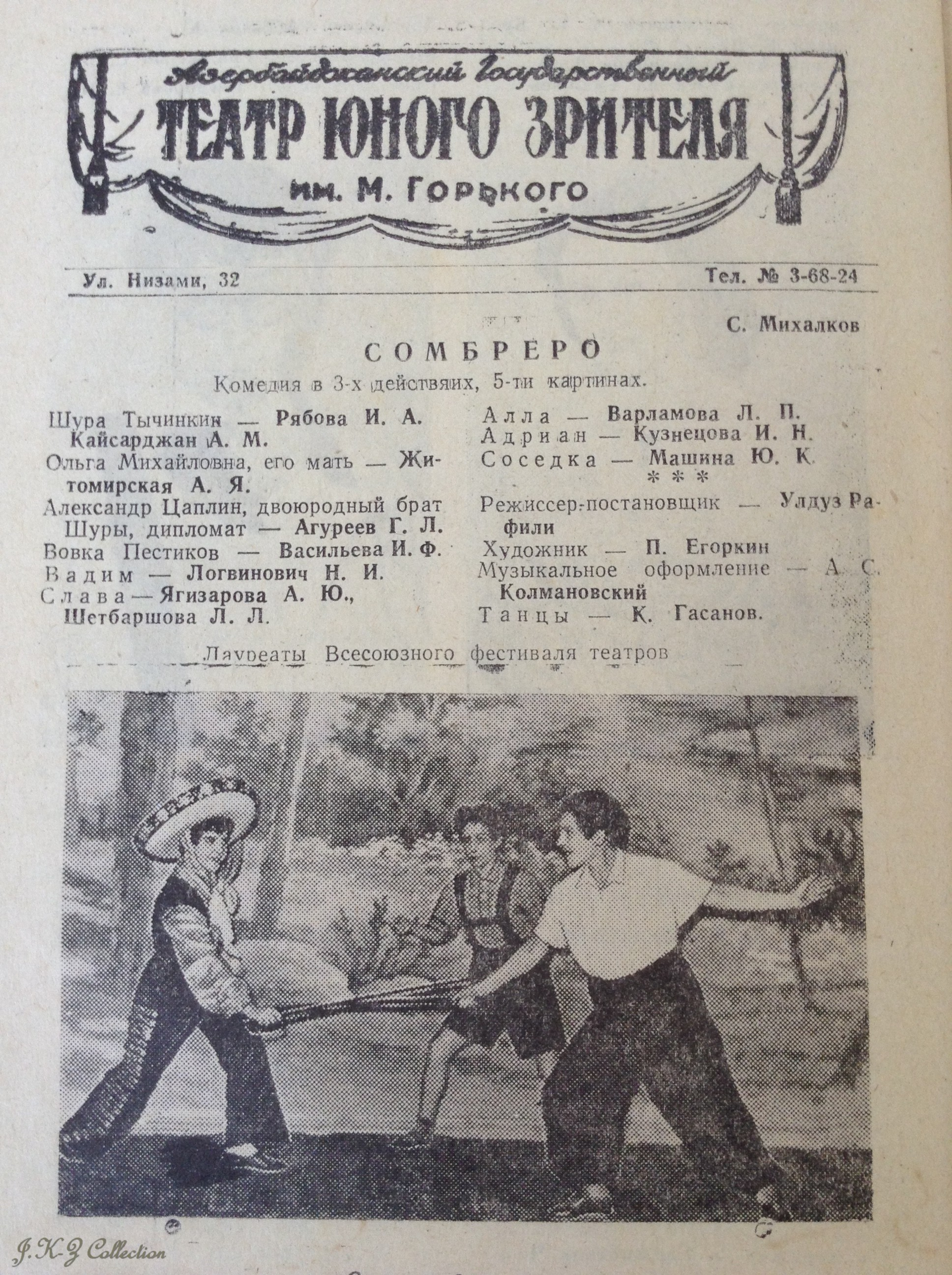
Страница из репертуарного сборника за 1958-й год
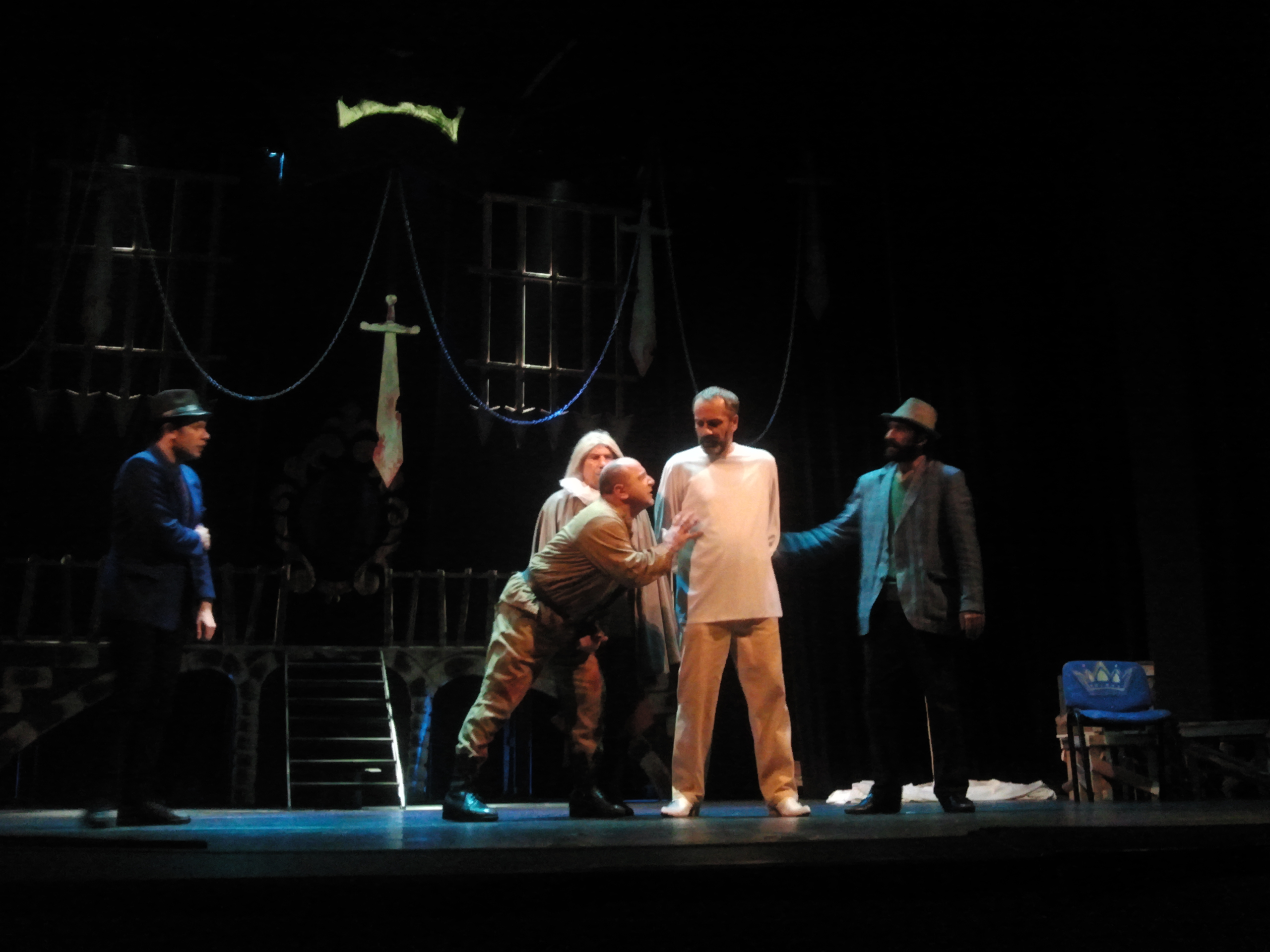
Спектакль "Ричард III". Режиссёр-постановщик Джаннет Селимова